# 암시적 교수법
암시적 교수법(暗示的敎授法, suggestopedia)은 불가리아의 심리학자 조지 로자노프(Georgi Lozanov, 1926-2012)가 창안한 교수법이다. 학습자의 학습에 방해되는 긴장감이 완화되면, 학습량을 대폭 늘릴 수 있다는 주장에 근거를 둔다.

## 배경
로자노프는 소련의 심리학 연구와 요가를 바탕으로, 인간의 두뇌가 긴장이 완화되는 환경에 놓이면 무의식이 깨어나기 때문에 의식 상태에서보다 많은 것을 학습할 수 있다고 주장하였다. 그는 바로크 음악을 틀면 학습자는 알파파가 증가하고 혈압과 맥박이 떨어지기 때문에, 평소보다 훨씬 많은 자료를 두뇌에서 처리하는 초학습(superlearning)이 가능하다고 하였다.

## 절차
우선 학생들은 부드럽고 편안한 의자에 앉는다. 교사가 문법과 어휘가 포함된 자료를 소개하면, 학생들은 이에 유의하여 토론한다. 다음 단계는 콘서트의 단계라고 하는데, 두 부분으로 구성된다. 앞부분에서는 교사가 음악을 몇 분 간 튼 뒤, 분위기가 음악에 누그러들었을 때 음악에 맞는 톤으로 교재를 읽으면 학생들은 교사의 목소리를 따라 교재를 본다. 몇 분 간 침묵한 뒤 이어지는 뒷부분에서는 학생들은 교재를 보지 않고, 교사가 교재를 읽는 것을 듣기만 한다. 끝으로 역할극이나 게임을 통하여 배운 내용을 정리하고, 수업이 끝난다.

## 장단점
암시적 교수법의 장단점은 다음과 같다.

### 장점
1. 편안한 환경 속에서 학습자가 긴장을 완화하고 불안하지 않도록 한다.
2. 학습자의 심리를 생각하는, 학습자 중심 교수법이다.

### 단점과 비판
1. 이 교수법을 위한 유능한 교사를 양성하기 어렵다.
2. 편안한 의자와 바로크 음악이 없는 교실에서, 동일한 환경을 만들기 어렵다.
3. 실용적이지 않으며, 총체적인 언어학습보다는 암기에만 치중한다.[4]

## 참고 문헌
- Brown, H. Douglas (2001). 《원리에 의한 교수》. 번역 권오량; 김영숙; 한문섭. 제2판. 서울: Pearson Education Korea. ISBN 8945090061.
- 강현화; 원미진 (2017). 《한국어 교육학의 이해와 탐구》. 서울: 한국문화사. ISBN 9788968175466.